# Jan Darzyński
Jan Darzyński (ur. 20 października 1934 w Katowicach) – polski traser, poseł na Sejm PRL VI i VII kadencji.

## Życiorys
Po ukończeniu szkoły podstawowej pracował w Hucie „Ferrum” w Katowicach. W latach 1949–1952 kontynuował naukę w Zasadniczej Szkole Zawodowej, funkcjonującej przy tej hucie. Uzyskał wykształcenie średnie niepełne.
W 1949 wstąpił do Związku Młodzieży Polskiej, a w 1954 do Polskiej Zjednoczonej Partii Robotniczej. Pełnił funkcję sekretarza Oddziałowej Organizacji Partyjnej partii. W 1972 i 1976 uzyskiwał mandat posła na Sejm PRL w okręgu Katowice. W trakcie VI kadencji zasiadał w Komisji Przemysłu Ciężkiego i Maszynowego, a w trakcie VII w Komisji Gospodarki Morskiej i Żeglugi oraz w Komisji Przemysłu Ciężkiego, Maszynowego i Hutnictwa.

## Odznaczenia
- Złoty Krzyż Zasługi
- Brązowy Krzyż Zasługi
- Medal 30-lecia Polski Ludowej
- Odznaka „Zasłużony w rozwoju Województwa Katowickiego”